# Hans Fründ
Hans Fründ  (* kurz nach 1400 in Luzern; † vor 10. März 1469 ebenda) war ein Chronist in der Alten Eidgenossenschaft.

## Leben
Hans Fründ war vermutlich Bürger der Stadt Luzern, wo er seine Ausbildung erhielt und bis 1437 als Unterschreiber der Stadtkanzlei unter Egloff Etterlin angestellt war. Nach Ausbruch des Alten Zürichkriegs erhielt er in Schwyz die Stelle eines Landschreibers. In dieser Funktion diente er als eidgenössischer Feldschreiber (Chronist) und nahm an mehreren Tagsatzungen als Schreiber teil. 1441 ist er als Notar mit kaiserlicher Zulassung belegt. Als Schreiber des Standes Schwyz hat Hans Fründ unter anderem im Mai 1444 die Belagerung von Greifensee durch Innerschweizer Heerhaufen und die Hinrichtung der Zürcher Besatzung dokumentiert. Fründs Schilderung des Massakers in der «Chronik des Alten Zürichkriegs» ist sachlich und nicht frei von Parteinahme, dennoch mit unverhohlener Anteilnahme am Schicksal der Belagerten und ihrer Familien. Nach dem Tod des Amtsinhabers Hans Sax bewarb sich Fründ für die Stelle des Stadtschreibers in Luzern. Aus Rücksicht auf die Verdienste Fründs und die politische Stellung des zweiten Stellenbewerbers wurde eine Reorganisation der Staatskanzlei vorgenommen und die Protokollführung in Rat und Gericht getrennt: Am 31. Juli 1461 wurde Melchior Russ (Vater von Melchior Russ) zum Stadtschreiber und Fründ zum Gerichtsschreiber ernannt.
Verheiratet war Fründ in erster Ehe mit Elli Bumbel, danach mit Adelheid von Tengen und in dritter Ehe mit Margaretha Griessmann.

## Werke

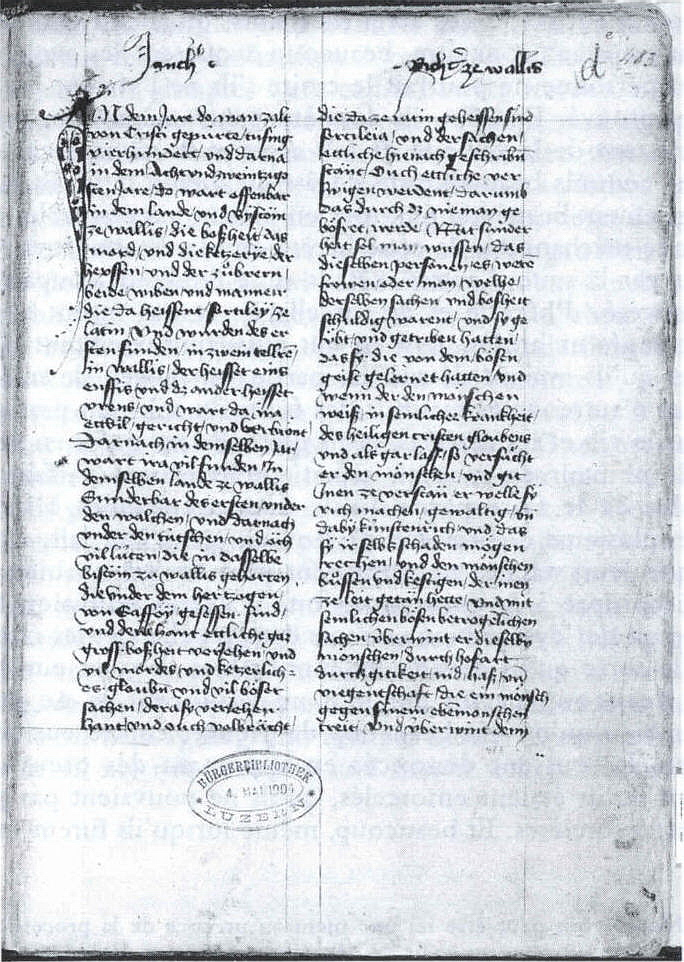
Manuskript von Hans Fründ zu den Hexenverfolgungen im Wallis. Erste Seite der Handschrift, Zentralbibliothek/Bürgerbibliothek Luzern.

Um das Jahr 1431 beschreibt Hans Fründ die Begleitumstände der ab 1428 einsetzenden Hexenverfolgungen im Wallis und überlieferte, mit durchaus kritischem Blick auf das Zeitgeschehen, erstmals die an einem Hexensabbat praktizierten Rituale.
Die «Chronik des Alten Zürichkriegs» entstand bereits ab 1447 und umfasst die Zeit bis zum Waffenstillstand im Jahr 1446. Die Darstellung der Schlussverhandlungen (bis 1450) fehlt, da Fründ die Arbeit vermutlich krankheitshalber abbrechen musste. Seine Chronik ist beeinflusst von seinen eigenen Kriegserlebnissen auf Seiten der Innerschweizer, nimmt einen eidgenössisch-patriotischen Standpunkt ein und erzählt « … umständlich, kraftvoll und einfach die traurigen Begebenheiten des ersten [Schweizer] Bürgerkriegs.»  Im Text finden sich ebenfalls Darstellungen diplomatischer Hintergründe, die er aus seiner amtlichen Stellung einbringen konnte. Diebold Schilling übernahm in seiner Berner Chronik wichtige Teile aus Fründs Werk, und auch die Tschachtlanchronik stützt sich für die Zeit nach 1423 (Alter Zürichkrieg) auf die Chronik von Hans Fründ.